# Muhammad Husajn Fadl Allah
Szejk Muhammad Husajn Fadl Allah (ur. 16 listopada 1935 w An-Nadżafie, zm. 4 lipca 2010 w Bejrucie) – teolog muzułmański i duchowy przewodnik libańskich szyitów (sajjid). Nosił tytuł wielkiego ajatollaha Libanu i był jednym z głównych pretendentów do stanowiska wielkiego ajatollaha An-Nadżafu – duchowego centrum szyizmu. Historycznie uznawany za główny autorytet religijny dla całej społeczności szyickiej.

## Życiorys
Muhammad Husajn Fadl Allah urodził się w świętym mieście szyitów An-Nadżafie, w południowym Iraku, w 1935 roku. Jego rodzice byli libańskimi imigrantami, pochodzącymi z libańskiej miejscowości Ajnata. Fadl Allah swoją młodość spędził w Iraku, gdzie był teologiem i jednym z twórców partii Zew Islamu. Po raz pierwszy powrócił do Libanu w 1952 roku.
Fadl Allah ostatecznie przeniósł się do Libanu w 1966 roku i był znany jako autor projektów charytatywnych mających na celu poprawę warunków życia najuboższych warstw społeczeństwa. Podczas wojny domowej zostały otwarte sierocińce, szkoły dla osób niepełnosprawnych, ośrodki medyczne, a nawet trzy instytuty dla osób niewidomych i niesłyszących. Szejk zasłynął głównie ze swojej fatwy – religijnych zasad. Fadl Allah był zagorzałym przeciwnikiem palenia, zwolennikiem wspierania zdrowego stylu życia młodzieży i postępu technologicznego.
W 1982 roku stał się duchowym patronem i jednym z założycieli Hezbollahu. Od 1985 r. prezes Rady libańskiego ruchu Hezbollahu. Brał udział w opracowywaniu „libańsko-islamskiej konstytucji”. Według niektórych źródeł, po zamachu na swoje życie w połowie lat osiemdziesiątych nie zajmował wszystkich oficjalnych stanowisk w Hezbollahu, ale był wyższym autorytetem duchowym i doradcą organizacji. Jednakże nie brał on bezpośredniego udziału w działalności politycznej i operacjach wojskowych tego ruchu.
Ajatollah Husajn Fadl Allah znany był z ostrych uwag w sprawie Izraela. W szczególności był zwolennikiem walki z Izraelem, który jest „poważnym zagrożeniem dla przyszłych pokoleń”. W jego opinii, „wszyscy Palestyńczycy są w strefie wojny” i „każdy Żyd, który nielegalnie zajmuje budynek lub grunt należący do Palestyńczyków, jest traktowany jako cel.”
Jednak w 2009 roku z zadowoleniem zaobserwował nowe podejście administracji amerykańskiej do Iranu, i całej społeczności arabskiej. W wywiadzie dla An-Nahar powiedział, że oczekuje „pozytywnych wyników dialogu politycznego”.
Wydał wiele edyktów religijnych – w jednym z nich z nich dawał zaatakowanym przez mężów kobietom prawo oddania ciosu. Nawoływał także do bojkotowania izraelskich i amerykańskich produktów. W innym edykcie twierdził, że rząd w Bagdadzie nie ma prawa „legitymizowania” obecności obcych wojsk w Iraku.
Autor wielu rozpraw naukowych z dziedziny teologii i prawa muzułmańskiego, w tym komentarza do Koranu Min wahi al-Kuran: min durus at-tafsir (“natchnienie Koranu: nauki egzegezy” 1979).
Zmarł 4 lipca 2010 roku w wieku 75 lat w szpitalu Bahman w Bejrucie w rezultacie krwotoku wewnętrznego, spowodowanego długą chorobą nerek. Na szyickich obszarach Libanu ogłoszono żałobę narodową.